# 班诺斯小煤炱
班诺斯小煤炱（学名：Meliola banosensis）是属于小煤炱目小煤炱科小煤炱属的一种真菌，寄生在葛属植物上。该种分布于中国、菲律宾。